# إيغور دودون
إيغور دودون (18 فبراير 1975 -) هو سياسي مولدوفي وهو رئيس مولدوفا السابق منذ 23 ديسمبر 2016 حتي 24 ديسمبر 2020. وكان سابقًا زعيم الحزب الاشتراكي في جمهورية مولدوفا. شغل منصب وزير التجارة والاقتصاد في حكومات فاسيلي تارليف وزينيدا غريسيانيي من سبتمبر 2006 إلى سبتمبر 2009، وكان عضوا في برلمان مولدوفا 2009-2016.

## النشأة والشخصية
ولد دودون في 18 فبراير 1975 في قرية سادوفا في منطقة Călărași في جمهورية مولدوفا الاشتراكية السوفيتية.

### الدراسة والنشاط التعليمي
تخرج من كلية الاقتصاد في جامعة الدولة الزراعية في مولدوفا (1997)، ثم كلية الإدارة من أكاديمية الدراسات الاقتصادية في مولدوفا (1998). ثم تخرج من كلية الحقوق في معهد الإدارة الدولية. حصل على دكتوراه في العلوم الاقتصادية في أكاديمية الدراسات الاقتصادية في مولدوفا، قسم البنوك وبورصات الأوراق المالية. بالتوازي مع النشاط الأساسي، خلال 1997-2005، قام دودون بالنشاط التربوي. شغل منصب أستاذ مساعد في أكاديمية الدراسات الاقتصادية في مولدوفا (قسم البنوك وبورصات الأوراق المالية)، ومحاضر أول في جامعة مولدوفا الدولية الحرة (قسم البنوك وبورصات الأوراق المالية)، والمعهد الدولي للإدارة (قسم الشؤون المالية)) وجامعة مولدوفا الحكومية. إيغور دودون هو أيضًا عضو في لجان الامتحانات في امتحانات تخرج الجامعة في ULIM وIIM.

### الحياة الشخصية
لديه ثلاثة أطفال ذكور.
يتحدث الرومانية، والروسية، والفرنسية، والإنجليزية، ولكن يستخدم في مقابلاته فقط الفرنسية والإنجليزية. يعتبر صديقًا جيدًا للعقيد فيكتور جايسيوك، الذي يعد حاليًا أحد مستشاريه وشخصًا اقترحه لمنصب وزير الدفاع بعد رفضه أوجين ستورزا. وهو مؤيد لاتحاد الضباط في مولدوفا، حيث يشغل رتبة فخرية من رائد الاحتياط.
في 9 سبتمبر 2018، تورط دودون في حادث سيارة على الطريق السريع Chisinau - Călărași على الرغم من أن دودون لم يصب نفسه، أصيبت والدته وابنه الأوسط نيكولاي بجروح خطيرة. جاء حادثه بعد ساعات من مقتل رئيس الوزراء الأبخازي غينادي غاغوليا في حادث سيارة في مدينة موسيرا الأبخازية.

### حياته المهنية
بعد تخرجه من المؤسسات التعليمية، تم توظيف إيغور دودون منذ يوليو 1997 في بورصة مولدوفا. وبين 1997-2001، كان يعمل كأخصائي أول في إدارة المقاصة، ثم في إدارة القيد، وبعدها مدير أنظمة التداول الإلكترونية، ثم مدير قسم التسويق والقائمة في البورصة المولدوفية. بين نوفمبر 2001 ومايو 2005، شغل منصب رئيس وعضو مجلس إدارة الإيداع الوطني للأوراق المالية في مولدوفا SA. من سبتمبر 2002 إلى مايو 2005، كان رئيسًا للبورصة العالمية للسلع في مولدوفا. بين فبراير 2003 - مايو 2005، كان دودون عضواً في لجنة الخبراء التابعة للجنة الأوراق المالية الوطنية في مولدوفا. أيضا، بين مارس 2004 - مايو 2005، كما أنه عضو في هيئة التحكيم بالبورصة. ينشر مقالات علمية في مجلات علمية، كونه محرر النشرة الإخبارية «بورصة مولدوفا» ونشرة سوق الأسهم بالبورصة العالمية للسلع «البورصة - عروض أسعار البورصة».

## المهنة السياسية (2005-2016)

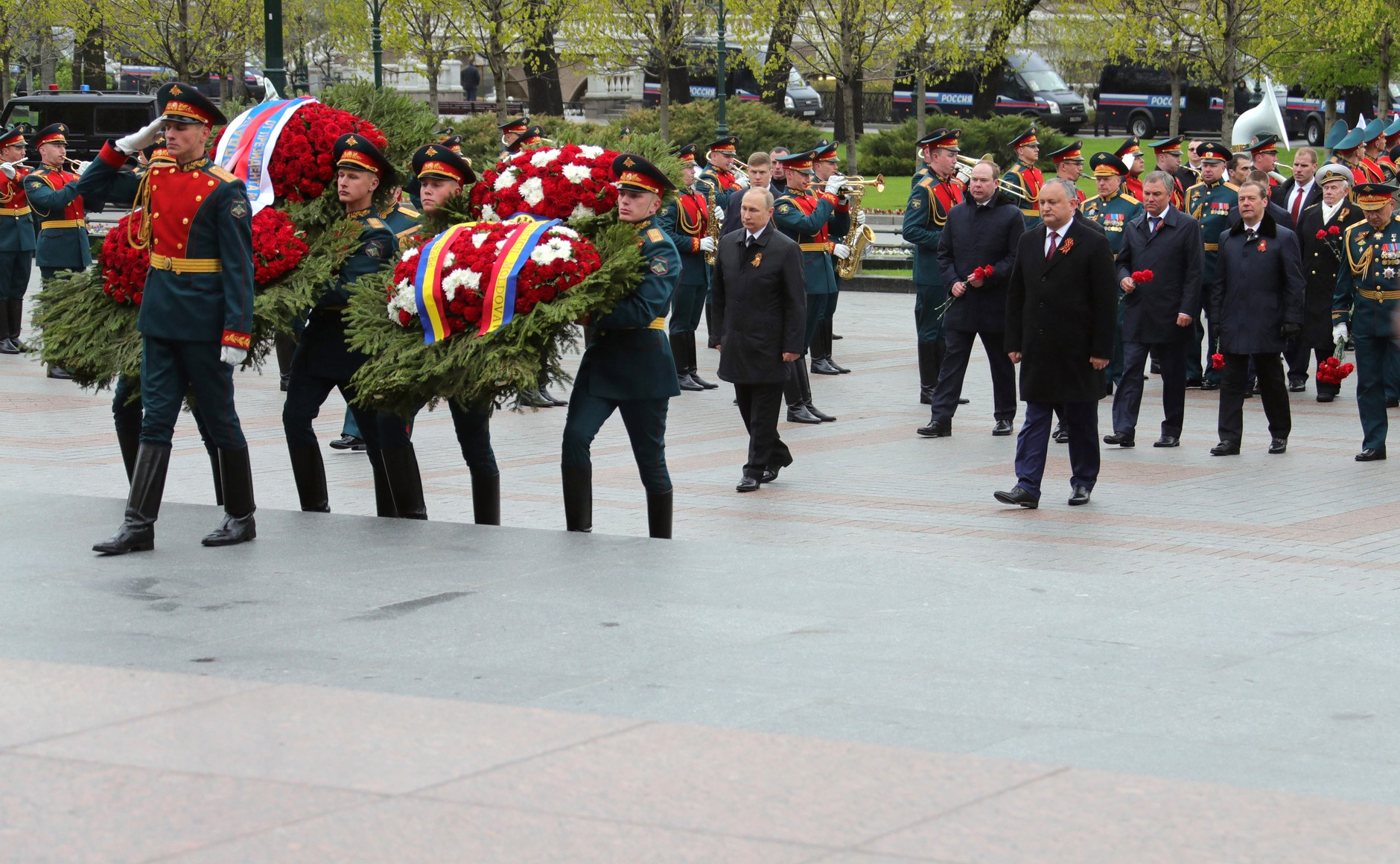
وضع إكليل من الزهور على قبر الجندي المجهول في موسكو..

تم تعيين دودون في منصب وزير مشارك للتجارة والاقتصاد في مايو 2005، خلال حكومة تارليف الثانية. تولى منصب وزير التجارة والاقتصاد في سبتمبر 2006. وشغل المنصب حتى سبتمبر 2009، عندما انتهت حكومة زينيدا غريسيانيي. كما شغل دودون منصب رئيس الوزراء المساعد تحت Greceanîi من 2008 حتى 2009.
في عام 2005، فاز PCRM أيضًا بالانتخابات حيث كان لديه منصة مفتوحة مؤيدة لأوروبا، مع شعار مؤيد لأوروبا "I Vote"، حيث استسلم النجوم الأوروبيون المطرقة والمنجل على خلفية الشيوعية الحمراء.
في عام 2007، كان اتجاه جميع القوى السياسية هو اعتماد برنامج مؤيد لأوروبا للانتخابات في عام 2009. وفي هذا الصدد، أكد دودون، خلال رحلات عمله إلى بروكسل، للمسؤولين الأوروبيين ذوي الرتب العالية على كيفية قيامه هو وكامل الحزب الشيوعي مؤيدا لأوروبا.
في سبتمبر 2009، بعد 8 سنوات من الحكم، دخل الحزب الشيوعي في المعارضة. فقد إيغور دودون منصب الوزير. وأصبح نائبًا في البرلمان، والذي أعيد انتخابه في نوفمبر 2010. وقد حصل على المركز السادس في قائمة المرشحين PCRM، وفي عام 2010 أعلن دودون والحزب تأيده للروس.
أصبح إيغور دودون، في عام واحد فقط، منذ عام 2009 حتى حلول عام 2010، مؤيدًا مواليًا لمولدوفا - لا أوروبا ولا روسيا. «يمكن أن تصبح مولدوفا نقطة اتصال لمختلف البلدان؛ وهي منطقة يتدخل فيها أولاً وقبل كل شيء المصالح الاقتصادية لجيراننا وشركائنا. نحن في وضع مفيد للغاية من حيث المصلحة المشتركة لرابطة الدول المستقلة والاتحاد الأوروبي، وسيصبح هذا الهدف قضية السياسة الخارجية»

### الانتخابات المحلية في كيشيناو 2011
في يونيو 2011، خسر دودون أمام Dorin Chirtoacă في انتخابات عمدة كيشيناو. حصل على 49.4% من الأصوات.  كانت الانتخابات المحلية مناسبة لعودة الحزب الشيوعي إلى السلطة، على الأقل على مستوى السلطة المحلية. خلال الحملة الانتخابية، ذهب إيغور دودون إلى بروكسل حيث عقد اجتماعات مع المسؤولين الأوروبيين من أجل إقامة شراكات محتملة.
داخل الحزب الاشتراكي المولدوفي، كان هناك قتال داخلي بين إيغور دودون ومارك تكاسيوك. لدى دودون بعض الآراء المنفصلة حول بعض قضايا السياسة. أثار هذا الاستقلال بعض المخاوف من جانب تكاسيوك، واعتبر دودون تهديدًا اجتماعيًا. لقد أظهر دودون أن لديه دعمًا داخليًا من بعض لجان الحزب في الحزب. موقف مستقل من إيغور دودون، وتصنيفه داخل الحزب وفي المجتمع، وطموحاته السياسية في الاستيلاء على السلطة، أولاً من مكتب العمدة ثم في حزب الشيوعيين - كل ذلك تم تفسيره من قبل Tkaciuk على أنه تهديد، والحقيقة التي جعلت له لتسريع وفرض الإجراءات التي أدت إلى تهميش دودون في حزب الشيوعيين في مولدوفا، من أجل منعه من التفويض في منصب عمدة العاصمة.

### نشاط داخل PSRM
في نوفمبر 2011، غادر دودون حزب الشيوعيين في جمهورية مولدوفا (PCRM) مشيرًا إلى الآمال في أن يتم التوصل إلى اتفاق مع التحالف الحاكم من أجل التكامل الأوروبي (Alliance for European Integration) لانتخاب رئيس وإنهاء أزمة دستورية استمرت منذ الاستقالة من فلاديمير فورونين في عام 2009.  غادر غريشنزي وفيرونيكا أبرامشيوك في نفس الوقت
في 18 ديسمبر 2011، انضم دودون إلى حزب الاشتراكيين في جمهورية مولدوفا (PSRM)، وفي المؤتمر العاشر للحزب، تم انتخابه رئيسًا له.

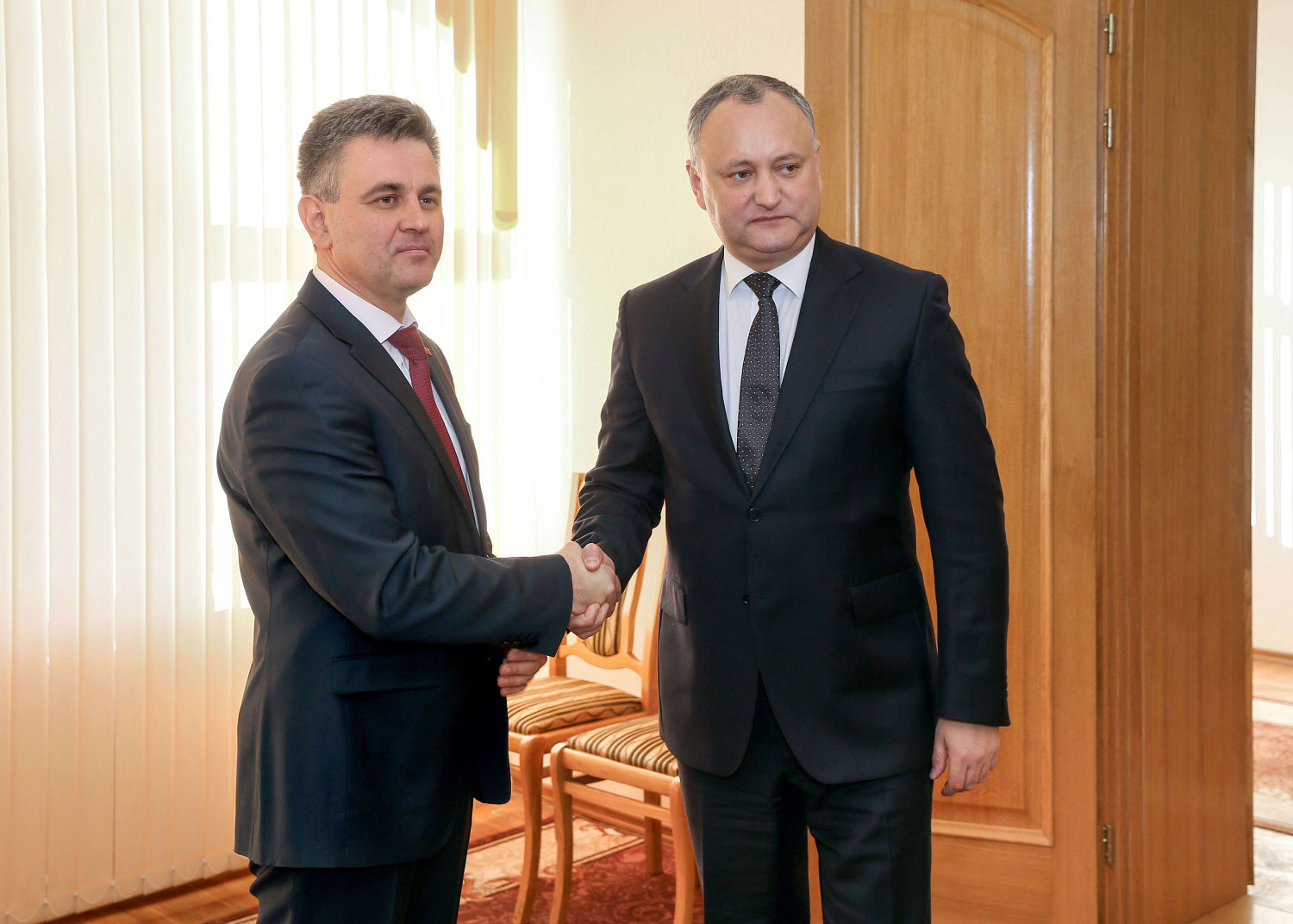
دودون مع فاديم كراسنوسيلسكي

بعد انتخابه رئيسًا لمولدوفا، بسبب تفاصيل قانون مولدوفا، استقال دودون من منصب رئيس حزب الشيوعين، وغادر الحزب وحل محله زينيدا غريسيانيي كزعيم مؤقت.

## الرئاسة (2016-2020)
أدى دودون اليمين الدستورية في 23 ديسمبر 2016 في قصر الجمهورية. وكان ممن حضر نائب رئيس وزراء روسيا دميتري روغوزين، ونائب رئيس الوزراء البيلاروسي ميخائيل روزي، ونائب رئيس الوزراء المجري Zsolt Semjén. بعد ذلك بثلاثة أيام، أزيل علم الاتحاد الأوروبي المعلق بجوار علم مولدوفا من مبنى الإدارة الرئاسية في مولدوفا. في 4 يناير 2017، التقى دودون مع رئيس جمهورية ترانسنيستريا فاديم كراسنوسيلسكي. كان هذا الاجتماع هو أول اجتماع لقادة مولدوفا وترانسنيستريا منذ 8 سنوات. في أكتوبر 2017، وقع دودون قانونًا ينص على إصلاح أكاديمية العلوم في مولدوفا.
قال دودون بعد انتخابه رئيسًا في مقابلة مع دويتشه فيله:
«"أعتقد أن لدينا العديد من المشاكل التي يجب معالجتها مع روسيا، هذا صحيح. لكن في الوقت نفسه، لست سياسيًا مواليًا لروسيا، ولست مؤيدًا للغرب، لكن سياسيًا مواليًا لمولدوفا، مؤيدًا لدولتنا. أعتقد أن أهم شيء هو احترام مصالح بلدنا. "بلدي المؤيد لروسيا، هو مبتذلة يحاول خصومي السياسيون إدخالها إلى وعي المواطنين".»
في عام 2018، كان الرئيس البيلاروسي ألكسندر لوكاشينكو أول رئيس دولة أجنبي يلتقي مع دودون في مولدوفا. عمل دودون أيضًا على جعل اللغة الروسية إلزامية في مدارس مولدوفا.
في 5 مايو 2018، أعلن دودون عن حملة ستدخل التشريع إلى البرلمان، والتي ستنتقل مولدوفا من جمهورية برلمانية إلى جمهورية رئاسية. وفقًا لاستطلاعات الرأي التي أجريت في عام 2019 والمتعلقة بأكثر السياسيين احترامًا في جمهورية مولدوفا، يتمتع إيغور دودون بأعلى ثقة، حيث احتل المرتبة الأولى بين السياسيين. في السنوات الأولى من رئاسته، تم اتخاذ خطوات لترميم القصر الرئاسي في كوندريتا الحكومة التركية. تضمنت بعض أعمال التجديد ساحة لعب للأطفال الصغار في دودون وقبو نبيذ. تم افتتاح القصر الذي تم تجديده في 17 أكتوبر 2018 من قبل دودون والرئيس التركي رجب طيب أردوغان.

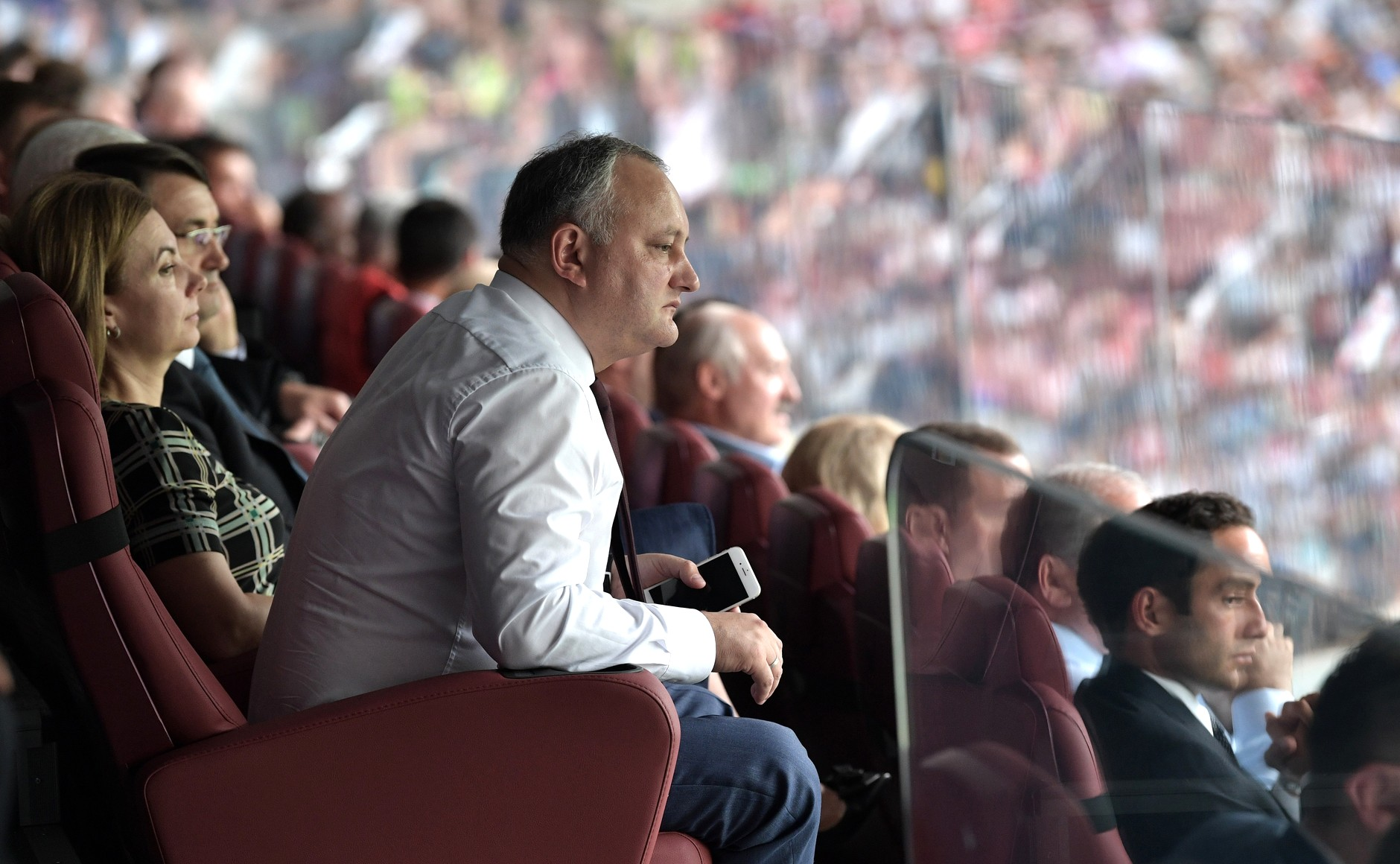
دودون يحضر نهائي كأس العالم 2018 FIFA في يوليو 2018.

في 16 أكتوبر 2018، أعلن دودون أن بلاده ستكون مستعدة لاستضافة مجلس عموم الأرثوذكس، حيث يجب مناقشة الوضع مع أوكرانيا بشأن انشقاق موسكو - القسطنطينية. وقال أيضا إن «مولدوفا ستبقى منطقة قانونية لبطريركية موسكو». في أوائل عام 2019، أمر الرئيس دودون لجنة تنسيق وطنية بالتخطيط للمناسبات والاحتفالات الوطنية المخصصة للذكرى 75 لتحرير مولدوفا في هجوم هجوم ياش-كيشيناو. وستشمل الأحداث ترميم أو إعادة بناء الآثار والمقابر العسكرية وتصوير فيلم وثائقي عن الهجوم. في الوقت نفسه، ترأس دودون احتفالات الذكرى 660 لدولة مولدوفا في أوائل فبراير.

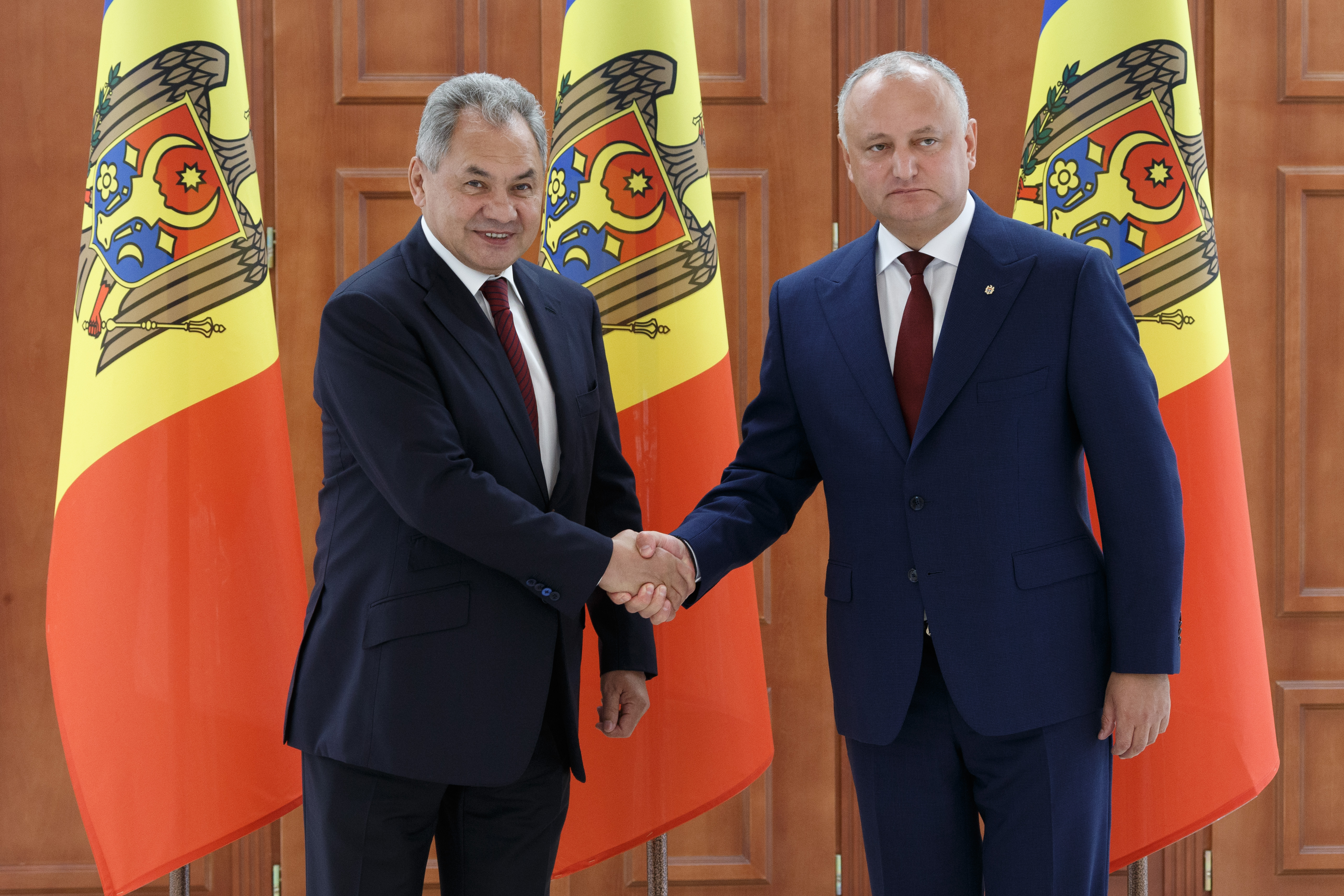
دودون مع سيرغي شويغو أغسطس 2019

 خلال الأزمة الدستورية المولدوفية لعام 2019، تم إعفاء دودون مؤقتًا من سلطات وواجبات الرئاسة من قبل محكمة مولدوفا بسبب إحجامها عن حل البرلمان حسب التكليف الصادر عن المحكمة الدستورية في مولدوفا في حكم سابق واستبداله برئيس الوزراء السابق بافيل فيليب رئيسا بالنيابة للبلاد.
في أواخر أكتوبر، التقى برئيس ترانسنيستريا كراسنوسيلسكي في مقر إقامته في هوليركاني قبل مؤتمر بافاريا، الذي عقد في 4-5 نوفمبر.
في عام 2020، أمر بإنشاء لجنة هيرالد الوطنية التي ستنظر في مفهوم منح الميداليات للمحاربين القدماء تكريما للذكرى 75 لنهاية الحرب العالمية الثانية. في 15 أبريل، أمر بتأجيل احتفالات يوم النصر إلى 24 أغسطس (يوم التحرير) بسبب جائحة فيروس كورونا في مولدوفا

## روابط خارجية
- إيغور دودون على موقع مونزينجر (الألمانية)